# 龍造寺隆信

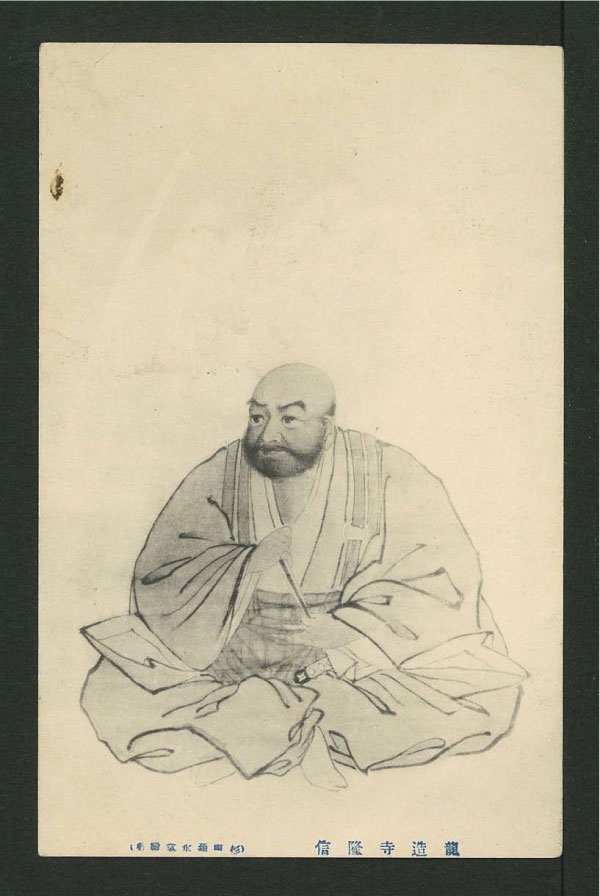
佐賀県立図書館データベース｜絵葉書・写真データベース｜龍造寺隆信

龍造寺 隆信（りゅうぞうじ たかのぶ）は、戦国時代から安土桃山時代にかけての武将。肥前国の戦国大名。
「九州三強の一人」や「肥前の熊」、｢五州二島の大守｣ などの異名が有名。
また、曾祖父から曾孫への家督継承という戦国時代以外でもそう類を見ない例を成功させている。
龍造寺嫡家は途絶えたとされるが、龍造寺一門のその子孫や後裔は現在の佐賀県・長崎県諫早市・大村市などに点在するとされている。鍋島直茂は隆信の義弟である。
仏門にいた時期は中納言円月坊を称し、還俗後は初め胤信（たねのぶ）を名乗り、大内義隆から偏諱をうけて隆胤（たかたね）、次いで隆信と改めた。
「五州二島の太守」の称号を自らは好んで用いたが、肥前の熊の異名をとった。少弐氏を下剋上で倒し、大友氏を破り、島津氏と並ぶ勢力を築き上げ、九州三強の一人として称されたが、島津・有馬氏の連合軍との戦い（沖田畷の戦い）で不覚をとり、敗死した。

## 生涯
龍造寺氏の出自については諸説があるが、藤原北家隆家流と称した肥前高木氏の支流が有力である。

### 家督相続
享禄2年（1529年）2月15日、龍造寺家兼の孫に当たる龍造寺周家の長男として肥前佐嘉郡水ヶ江城の東館天神屋敷で誕生。
幼少期は宝琳院の大叔父・豪覚和尚の下に預けられて養育された。天文5年（1536年）、7歳のときに出家して寺僧となり、中納言房あるいは中将を称し、法名を円月（圓月）とした。円月は、12、13歳の頃より、20歳くらいの知識があり、腕力も抜群であったとされる。まだ15歳の僧侶であった頃、宝琳院の同僚が付近の領民と諍いを起こし、院内へ逃げ込み門戸を閉ざしていた。これを領民6、7人がこじ開けようとしていたのを円月が一人押さえていたが、力余って扉が外れ、領民4、5人がその下敷きになった。領民は恐れをなして逃げ帰ったという。
天文14年（1545年）、祖父・龍造寺家純と父・周家が、主君である少弐氏に対する謀反の嫌疑をかけられ、少弐氏重臣の馬場頼周によって誅殺された。円月は、曽祖父の家兼に連れられて筑後国の蒲池氏の下へ脱出した。天文15年（1546年）、家兼は蒲池鑑盛の援助を受けて挙兵し、馬場頼周を討って龍造寺氏を再興するが、まもなく家兼は高齢と病のために死去した。家兼は円月の器量を見抜いて、還俗して水ヶ江龍造寺氏を継ぐようにと遺言を残した。それに従って翌年、円月は、重臣石井兼清の先導で、兼清の屋敷に入り、還俗して胤信を名乗り、水ヶ江龍造寺氏の家督を継ぐことになった。しかし胤信が水ヶ江家の家督を相続するに及んでは一族・老臣らの意見は割れた。そこで八幡宮に詣でて籤を三度引き神意を問うたが、籤は三度とも胤信を選んだため、家督相続が決定したという。
その後、龍造寺本家の当主・胤栄に従い、天文16年（1547年）には胤栄の命令で主筋に当たる少弐冬尚を攻め、勢福寺城から追放した。天文17年（1548年）、胤栄が亡くなったため、胤信はその未亡人を娶り、本家（村中龍造寺）の家督も継承した。しかし胤信の家督乗っ取りに不満を持つ綾部鎮幸等の家臣らも少なくなく、胤信はこれを抑えるために当時西国随一の戦国大名であった大内義隆と手を結び、翌天文19年（1550年）には義隆から山城守を敷奏され、さらに実名の一字を与えられて7月1日に隆胤と改め、ついで同月19日に隆信と名乗った。隆信は大内氏の力を背景に家臣らの不満を抑え込んだ。
また、同年、祖父・家純の娘である重臣・鍋島清房の正室が死去すると、隆信の母・慶誾尼は、清房とその子・直茂は当家に欠かすことができない逸材として、押し掛ける形で後室に入って親戚とした。

### 肥前統一

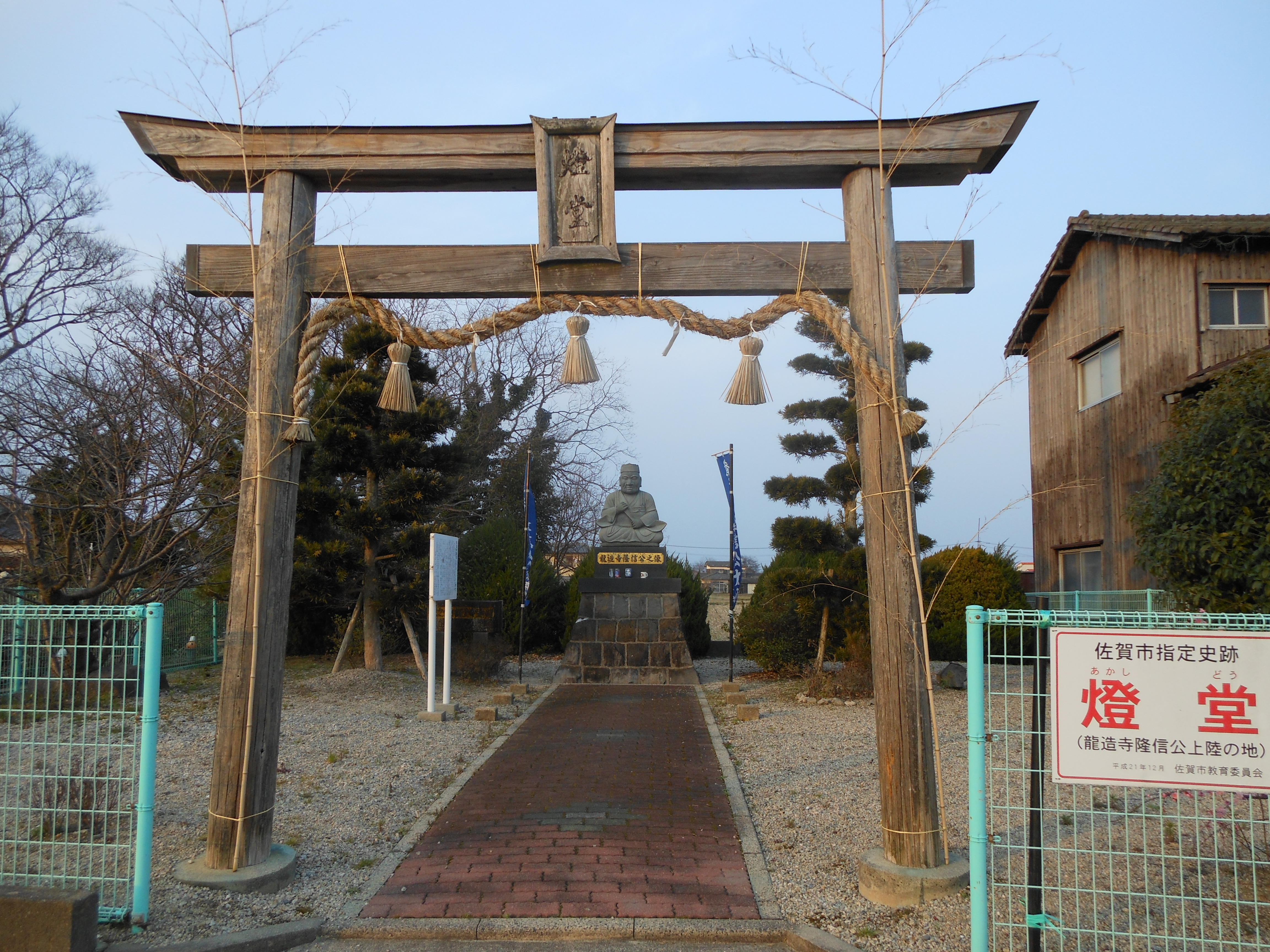
天文22年（1553年）隆信の軍勢が筑後から肥前に上陸した地にある「燈堂」（あかしどう）、佐賀市川副町犬井道。

天文20年（1551年）、大内義隆が家臣の陶隆房（のちの晴賢）の謀反により死去する（大寧寺の変）と、後ろ盾を失った隆信は、密かに大友氏に通じて龍造寺鑑兼を龍造寺当主に擁立せんと謀った家臣・土橋栄益らによって肥前を追われ、筑後に逃れて、再び柳川城主の蒲池鑑盛の下に身を寄せた。天文22年（1553年）、蒲池氏の援助の下に挙兵して勝利し、肥前の奪還を果たす。その際に小田政光が恭順し、土橋栄益は捕えられて処刑され、龍造寺鑑兼は隆信正室の兄であり佐嘉郡に帰らせて所領を与えた。
その後は勢力拡大に奔走し、永禄2年（1559年）にはかつての主家であった少弐氏を攻め、勢福寺城で少弐冬尚を自害に追い込んで大名としての少弐氏を完全に滅ぼした。また、江上氏や犬塚氏などの肥前の国人を次々と降し、永禄3年（1560年）には千葉胤頼を攻め滅ぼしている。さらに少弐氏旧臣の馬場氏、横岳氏なども下し、永禄4年（1561年）には川上峡合戦で神代勝利を破り、永禄5年（1562年）までに東肥前の支配権を確立した。
このような急速な勢力拡大は近隣の有馬氏や大村氏などの諸大名を震撼させ、永禄6年（1563年）に両家は連合して東肥前に侵攻するが、隆信は千葉胤連と同盟を結んでこの連合軍を破った（丹坂峠の戦い）。これにより南肥前にも勢威が及ぶようになったため、今度は豊後国の大友宗麟が隆信を危険視し、少弐氏の生き残りである少弐政興を支援し、これに馬場氏や横岳氏ら少弐氏旧臣が加わって隆信に対抗する。永禄12年（1569年）には宗麟自らが大軍を率いて肥前侵攻を行なうが、毛利元就が豊前国に侵攻してきたため、宗麟は肥前から撤退した（多布施口の戦い）。その後、元就を破った宗麟は、元亀元年（1570年）に弟の大友親貞を総大将とする3千の軍を組織し、肥前に侵攻させる。しかし隆信はこれを鍋島信生（後の鍋島直茂）による奇襲策によって撃退した。
その後、大友氏と有利な和睦を結ぶことに成功したが、隆信は今山の戦いで勝利は収めたものの、局地的な勝利に過ぎなかったので、この時点で大友氏の肥前支配を排除できなかった。今山の戦い以降も、大友氏が軍勢動員の触れを隆信に送って、また子・政家が大友宗麟（義鎮）から偏諱（「鎮」の字）を賜って一時期「鎮賢」（しげとも）と名乗っている。隆信が周辺の国人を滅ぼしたり、従属させるたびに宗麟から詰問の使者が来ていたが、結局既得権として切り取った領土を認められ、耳川の戦いまでに確実に領土を広げ、力を蓄えていた。
元亀3年（1572年）、少弐政興を肥前から追放する。天正元年（1573年）には西肥前を平定し、天正3年（1575年）には東肥前を平定する。天正4年（1576年）には南肥前に侵攻し、天正5年（1577年）までに大村純忠を降し、天正6年（1578年）には有馬鎮純の松岡城を降して肥前の統一を完成した。天正8年（1580年）4月に家督を嫡男・政家に譲って、自らは須古城へ隠居する。しかしなおも政治・軍事の実権は握り続けた。

### 勢力拡大
天正6年（1578年）、大友宗麟が耳川の戦いで島津義久に大敗すると、隆信は大友氏の混乱に乗じて大友氏の領国を席捲し、大友氏からの完全な自立を果たし、それまで対等な関係であった国衆を服属化させ戦国大名化した。天正8年（1580年）までに筑前国や筑後国、肥後国、豊前国などの4ヵ国のかなりの部分を勢力下に置くことに成功している。しかし天正8年（1580年）、島津と通謀した筑後の蒲池鎮漣を謀殺し、次いで柳川の鎮漣の一族を皆殺しにし、また天正11年（1583年）に赤星統家が隆信の命に背いた際、人質として預かっていた赤星の幼い息子と娘を殺したため、隆信は麾下の諸将の一部からも冷酷な印象で見られるようになる。
天正9年（1581年）、龍造寺軍は龍造寺政家を主将として肥後へ侵攻、4月までに山鹿郡の小代親伝、菊池郡の隈部親永、大津山資冬、戸原親運、益城郡の甲斐宗運、合志郡の合志親為、飽田郡の城親賢、隈府の赤星統家、球磨郡の相良義陽が参陣した。また先陣の鍋島信昌は、隈府の赤星親隆、山本郡の内空閑鎮房を下し、肥後計略は完了、龍造寺軍は帰陣した。
同年8月、島津忠平（義弘）が北上し相良氏の水俣城を攻めたため、相良氏、阿蘇氏、甲斐氏らは南関に陣する龍造寺家晴に救援を求めた。家晴は直ちに援兵を差し向けたので、島津忠平は八代に退いた。
天正11年（1583年）、家晴は筑前、肥前、筑後並びに肥後の味方の兵を自ら率い（『北肥戦誌』では37,000余）、島津は伊集院、新納、樺山、喜入等の手勢を集め、高瀬川（現・菊池川）を挟んで対峙したが、秋月種実の仲裁により、高瀬川より巽（東南）を島津領、乾（北西）を龍造寺領と定めて、天正12年（1584年）に両者和睦に至った。これを聞いた隆信は、島津と一戦もせずに講和したことを憤ったという。もっとも、島津氏の家老・上井覚兼の『上井覚兼日記』天正11年9月27日の項には、秋月種実の使者が隈本（熊本）に参じて、龍造寺との和平及び、共に大友を討つことを島津方に周旋した上で、隆信および種実は島津義久を九州の守護と仰ぎ奉ると述べたとし島津側に立った記述がなされている。

### 最期
天正12年（1584年）3月、有馬晴信が龍造寺氏から離反する。晴信の縁戚である同地深江城主・安富純冶、純泰父子は依然龍造寺方であったが、有馬晴信は深江城を攻め島津がこれに加勢したため、隆信は深江城を救援し有馬を討つべく軍勢を差し向けた。しかし、有馬攻めは遅々として進まず、これに業を煮やした隆信は、自ら大軍を率いて島津・有馬連合軍との決戦を決意する。
龍造寺軍は2万5千の大軍であり、島津軍は僅か1万未満と圧倒的な兵力差であったが、龍造寺軍は大軍の進行が不可能な隘路に誘い込まれ、島津義久の弟・島津家久軍と有馬勢から挟撃されて、敗北を喫した。龍造寺方は多くの将兵を失ったのみならず、大将の隆信が島津氏の家臣・川上忠堅に討ち取られてしまった。享年56。法名は泰巌宗龍、法雲院と号した。重臣の鍋島直茂は隆信の訃報に接し自害しようとしたが、家臣に押しとどめられ、柳河へと撤退した。
島津軍に討ち取られた隆信の首級は、島津家久によって首実検された後、龍造寺家が首級の受け取りを拒否したため、願行寺（玉名市）に葬られたと言われる。現在、隆信の公式の墓所は鍋島氏と同じ佐賀県高伝寺にあるが、戦いで討ち取られた首の行方には諸説あり（人物・逸話も参照）、「隆信の塚」と称する物が長崎県や佐賀県内に散在している。

## 逸話
- 今山の戦いで奇襲か籠城かで評定の意見が分かれた際に、母親の慶誾尼から奇襲をするように指摘されたので、奇襲を決めたとも言われる（『直茂公請考補』）[41]。
- 筑後の蒲池鎮漣（鎮並）は、当初は隆信の筑後侵攻に協力した。鎮漣の父の鑑盛に助けられた恩から、後に隆信は娘の玉鶴姫を鎮漣の妻とする。隆信にとって、鎮漣は筑後における強力な与力でもあった。しかし、肥後北部の辺原親運を攻めた際に、鎮漣がときどき陣を抜け出して柳川へ通っていたことがわかり、これが佐賀勢の印象を悪くし、隆信との関係も悪化した。攻城戦の最中に陣を抜けるのは重大な現場放棄である。隆信は、天正8年（1580年）に2万の兵で柳川城を攻めている。しかし九州屈指の難攻不落の城はなかなか落ちず、また城方も城兵の疲弊が著しかったため、鎮漣の伯父であり、隆信側に立っていた田尻鑑種の仲介で和睦する。しかしその後、蒲池連並が島津氏と通謀していることが明らかになったため、天正9年（1581年）、隆信は鍋島直茂、田尻鑑種などと謀り、和解の猿楽の宴と称して鎮漣を肥前に誘き寄せて騙し討ちにし、残った柳川の蒲池氏一族も皆殺しにした（柳川の戦い）。蒲池氏は龍造寺氏にとって大恩ある家であったため、龍造寺四天王の一人・百武賢兼は、出陣を促す妻に対して「こたびの鎮漣ご成敗はお家を滅ぼすであろう」と答えてしきりに涙を流し、ついに最後まで出陣しなかったという。また隆信の尖兵となった田尻鑑種ものちに一時的にではあるが、隆信から離反している。
- 若い頃から肥前統一までは、英気にあふれた人物だったといわれる。しかし隠居した後は酒色に溺れて鍋島直茂を政務から遠ざけるなど、乱行が目立ったとされる。
- 宣教師ルイス・フロイスの書簡によれば、隆信は肥満体のため六人担ぎの駕籠に乗っていたという[42]｡
- 隆信の残した言葉として「分別も久しくすればねまる」というものがある。「ねまる」とは「腐る」の意で、熟慮も過ぎると却って期を逃したり、悪い結果になる事もあるので、ここぞという時は迅速な決断力が必要である、という意味である。この考えを実践した結果、一代で龍造寺家の版図を大きく広げた一方、少しでも疑いのある人物は次々に処断したりと人望を失う行為も多々行っており、良くも悪くも隆信の人生を左右する結果となった。
- 隆信はキリスト教には否定的だったようで、三男・後藤家信がキリスト教に入信しようとした際、これに猛反対して入信をやめさせた事もあるという（フロイス日本史）。
- 沖田畷での敗戦は、龍造寺軍の将兵が泥田に足を取られて身動きできずにいたにもかかわらず、隆信が無謀な攻撃命令を出したため、兵が自暴自棄になって敗れたという説もある。『北肥戦誌』では、軍勢が進まないため隆信に様子を見てくるよう遣わされた吉田清内が、「二陣・三陣がつかえて旗本勢が進めない。命を惜しまず攻めかかれとの下知である」と独断で告げたためであるとし、敗戦後に逐電していた清内は、見付けだされて処されたとしている。
- 辞世は「紅炉上一点の雪」である[37][注釈 7]。
- 隆信は扇型と四角型の二種類の印章を使用していたことが知られている[43]。
- 隆信がまだ若かった頃、龍造寺家兼により５人の家人が付けられていた。ある時、この5人を裸にして池に入れ、魚を探させた。そして自らも池に入ったが魚を捕まえることは出来なかった。5人の家臣たちはみな魚を捕らえて胤信に献上した。隆信は大いに喜んで５人を連れて館に帰り、これを肴に酒宴を開いた。その有様を見て、ある者は感心し、ある者は嫌ったという[44]。

## 評価
- 若い頃から何度も肥前を追われた経緯からか、疑心暗鬼にかられやすい冷酷な人物であったと言われている。そのために「肥前の熊」という渾名をつけられた。一方で、そうした冷酷非情さや狡猾さがあればこそ、肥前の一国人にすぎなかった龍造寺氏が、隆信一代で九州三強の一角にまでのし上がったのではないかという意見もある[注釈 8]。
- ルイス・フロイスが残した記録「フロイス日本史」では、沖田畷の戦いに於ける隆信の軍備に対し、「細心の注意と配慮・決断は、カエサルの迅速さと知恵でも企てられないように思えた[46]」と評している。カエサルも軍事に関しては速断の人であり、フロイスは隆信をそれ以上と評している。一方でカエサルは敵対した相手を許す場合が多く、当時のヨーロッパでは鷹揚な人物として有名で[注釈 9]、上述の隆信の人物評とは正反対である。

## 系譜
- 父：龍造寺周家（1504-1545）
- 母：慶誾尼（1509-1600） - 龍造寺胤和の娘
- 正室：龍造寺家門娘 - 隆信に再嫁する前は龍造寺胤栄室
  - 長男：龍造寺政家（1556-1607）
  - 女子（嫡女）：嫁す
  - 三男：江上家種（?-1593）
  - 男子：後藤家信（1563-1622）
  - 男子：龍造寺隆平
  - 女子：玉鶴姫 - 蒲池鎮漣室
- 養子
  - 家均(晴明) - 後藤貴明の息子
  - 女子：於安 - 安子姫、秀の前、妙安尼、龍造寺胤栄と龍造寺家門娘との間に生まれた女子｡すなわち妻の連れ子。小田鎮光室、のち波多親後室

- 子孫
  - 夢野久作 - 『ドグラ・マグラ』で知られた小説家で、隆信の末裔にあたる。

## 家臣・偏諱を受けた人物
（＊太字の「信」を含む人物が隆信より偏諱を賜った人物である。）
- 一門衆：龍造寺政家・江上家種・後藤家信（ともに隆信の子）、龍造寺信周・龍造寺長信（ともに隆信の実弟）、龍造寺家就、龍造寺鑑兼、龍造寺家晴、龍造寺家良、龍造寺康房
- 参謀：鍋島信安（のち信真→信昌→信生→直茂の順に改名）
- 龍造寺四天王：成松信勝、江里口信常、百武賢兼、円城寺信胤/木下昌直
- 両弾二島：大村弾正、犬塚弾正、百武志摩守、上瀧信重（上瀧志摩守）
- 石井党：｛嫡男家（石井常忠・石井信易・石井信忠 (四郎左衛門)）、二男家（石井信忠 (安芸守)・石井忠修・石井信俊）、三男家（石井生札）、五男家（石井兼清）｝
- その他：小河信安、小河信俊（鍋島直茂の実弟で信安の養子）、倉町信俊、執行種兼、納富信景、納富信純（信景の子、或いは義弟）、鍋島信房、成富信種、成富信安（信種の子、後の茂安）、安住家能、出雲氏忠、江副信俊、徳島胤順、秀島家周（納富信純の実弟）、内田兼智、鴨打胤忠、原田信種、広橋信了、勝屋勝一軒、前田家定、綾部鎮幸